# Stigmina thujina
Stigmina thujina är en svampart som först beskrevs av Dearn., och fick sitt nu gällande namn av B. Sutton 1972. Stigmina thujina ingår i släktet Stigmina och familjen Mycosphaerellaceae.   Inga underarter finns listade i Catalogue of Life.